# Korinna Schönhärl
Korinna Schönhärl (* 1977 in Freising) ist eine deutsche Historikerin.

## Leben
Nach dem Studium der Fächer Geschichte und Germanistik (1997–2003) an der Universität Regensburg und der Aristoteles-Universität Thessaloniki absolvierte sie von 2003 bis 2005 ein Referendariat für das Lehramt am Gymnasium. Nach der Promotion 2008 an der Universität Frankfurt war sie von 2009 bis 2018 wissenschaftliche Mitarbeiterin an der Universität Duisburg-Essen. Nach der Habilitation 2016 im Fach Neuere/Neueste Geschichte an der Universität Duisburg-Essen ist sie seit 2021 Heisenberg-Professorin für Neuere/Neueste Geschichte an der Universität Paderborn.
Ihre Forschungsschwerpunkte sind Sozial-, Kultur- und Wirtschaftsgeschichte des 19. und 20. Jahrhunderts, Geschichte des ökonomischen Denkens, Geschichte Griechenlands im 19./20. Jahrhundert, Banken- und Finanzgeschichte, Methoden der Geschichtswissenschaft und Geschichte der Steuermoral.

## Schriften (Auswahl)
- Wissen und Visionen. Theorie und Politik der Ökonomen im Stefan-George-Kreis. Berlin 2009, ISBN 978-3-05-004635-8.
- mit Darja Reuschke und Monika Salzbrunn (Hrsg.): The economies of urban diversity. The Ruhr area and Istanbul. New York 2013, ISBN 978-1-137-34650-6.
- Finanziers in Sehnsuchtsräumen. Europäische Banken und Griechenland im 19. Jahrhundert. Göttingen 2017, ISBN 3-525-36090-8.
- Hrsg.: Decision taking, confidence and risk management in banks from early modernity to the 20th century. Cham 2017, ISBN 3-319-42075-5.